# Crkva Gospe od Škrpjela
Crkva Gospe od Škrpjela je rimokatolička zavjetna crkva i svetište na otoku Gospe od Škrpjela.

## Povijest
Sagrađena je 1630. godine, ali je bila oštećena u potresu 1667. Osim potresima to je proštenište bilo izloženo i turskim te gusarskim napadima. Nakon potresa barokna crkva je obnovljena uz dogradnju kapele s osmerokutnom kupolom, u kojoj se nalazi glavni oltar iz 1722. Današnji oblik svetište je dobilo 1725. godine, a svečano je posvećena 1736. Okrugli zvonik, jedinstven po obliku na Jadranu, strukturu najvjerojatnije duguje obrambenoj ulozi. U potresu 1979. crkva je ponovno oštećena, ali je nakon toga sanirana.

## Unutrašnjost
Na središnjem oltaru nalazi se Gospina slika iz 15. st., djelo poznatog slikara Lovre Dobričevića (?-1478,) iz Kotora. Iza oltara može se rukom napipati prvobitna hrid na kojoj je slika pronađena. Oltar je izrađen od bijelog mramora u Genovi 1796.
U crkvi se nalazi životno djelo baroknog slikara Peraštanina Tripa Kokolje (1661. – 1713.). Riječ je o ciklusu od 64 slike s prikazom apoteoze Marije kao Majke Božje. Zamisao za taj ciklus slikaru je dao nadbiskup Andrija Zmajević. U donjem dijelu bočnih zidova Kokolja je naslikao niz prizora proroka i sibila koji su od velikih kompozicija Bogorodičina smrt, s jedne, i Prikazanje Marijino u hramu te Silazak Duha Svetoga, s druge strane, odijeljeni okvirima sa srebrnim zavjetnim pločicama, a na luku iznad svetišta veliki je prizor Krunidba Blažene Djevice Marije. Strop je podijeljen okvirima od pozlaćena drva na 45 polja. Oko središnje kompozicije Marijina uznesenja nižu se prizori iz života Blažene Djevice Marije, likovi evanđelista, crkvenih otaca, skupine anđela i polja s košarama cvijeća.
U crkvi se nalazi bogata riznica zavjetnih darova pomoraca, od kojih je najpoznatiji srebrni reljef s prikazom grada Perasta, dva otočića i turskom vojskom koja napada grad. To je zajednički zavjetni dar mještana u znak zahvalnosti za pobjedu iz 1654. Reljef je u dimenzijama Gospine slike, jer prilikom svečanih i procesionalnih izlaganja prekriva pozadinu slike. Dvije tisuće srebrnih i bakrenih zavjetnih pločica, darovanih kao znak zahvalnosti Gospi, koja ih je čuvala od pogibelji i nezgoda na moru, ispunjavaju slobodne zidne površine na koru crkve.
Pozornost posjetitelja posebno privlači zavjetni i umjetnički rad Peraštanke Jacinte Kunić. Riječ je o manjoj slici koja u tehnici veza prikazuje gornji dio oltarne Gospine slike. Predaja kaže kako je strpljiva umjetnica taj rad vezla oko 25 godina. Osim svilene, srebrne i zlatne niti koristila se i nitima prirodne kose za izvedbu frizura na prikazanim likovima. Rad je dovršen 1828. godine, a vezući je gotovo izgubila vid.
Svake godine krajem travnja Gospina slika se prenosi u Perast gdje ostaje do kraja lipnja. Prije se slika ispraćala i dočekivala svečarskim pucanjem, a danas zvonjenjem s Gospina zvonika. Barke se zatim povezuju jedna za drugu konopima i redaju u polukrugu. Svećenici pjevaju Lauretanske litanije te se nosi slika. Za njom ide gradonačelnik i uprava svetišta, a na obali čeka Gospina lađa koja je ukrašena svilenim sagovima. Slika se postavlja na pramac lađe. Velika lađa plovi unutarnjom stranom polukruga u središtu, kako bi je se moglo sačuvati od napada. Narod dočekuje sliku te je prate do crkve gdje ostaje do blagdana sv. Petra i Pavla te se jednakom svečanošću ponovno prenosi natrag na otok.

## U umjetnosti
- Mir naše Gospe (2020.), kratki dokumentarni film Vladimira Perovića[3]

### Članci
- Babić, Vanda. 2011. Od Olova do Škrpjela: uloga marijanskih običaja u životu autohtonih Hrvata. Vrhbosnensia. Univerzitet u Sarajevu – Katolički bogoslovni fakultet. Sarajevo. 15 (2): 361–379

## Vanjske poveznice
Mrežna mjesta
- Gospa od Škrpjela Kotorska biskupija
- Gospa od Škrpjela Hrvatska enciklopedija
- Radoslav Tomić, Gospa od Škrpjela  Arhivirana inačica izvorne stranice od 15. rujna 2021. (Wayback Machine), Hrvatska revija 2/2018.